# Decemhieb
Der Decemhieb bei Altenfeld im thüringischen Ilm-Kreis ist ein 742,8 m ü. NHN hoher Berg im Thüringer Schiefergebirge. Begrenzt wird der Decemhieb durch das Massertal im Süden und durch die Ortschaft Altenfeld im Norden.
Am Nordhang des Berges befindet sich ein Skilift und die Albert-Schweitzer-Schutzhütte, welche als Stützpunkt für die Bergwacht e.V. Altenfeld genutzt wird.
Nebengipfel des Decemhieb sind:
- der Fleckberg (731 m),
- der Oelzer Rain (697 m) und
- der Steinfels (580 m)